# Liste der Schaltzeichen (Mess-, Steuer- und Regelungstechnik)

## Mess-, Steuer- und Regelungstechnik

### Messgeräte
| Anzeigende Messgeräte | Anzeigende Messgeräte |
| --------------------- | --------------------- |
|                       | Spannungsmessgerät    |
|                       | Leistungsfaktor       |
|                       | Synchronoskop         |
|                       | Oszilloskop           |
|                       | Strommessgerät        |

| Aufzeichnende Messgeräte | Aufzeichnende Messgeräte |
| ------------------------ | ------------------------ |
|                          | Wirkleistungsschreiber   |
|                          | Kurvenschreiber          |

| Integrierende Messgeräte | Integrierende Messgeräte |
| ------------------------ | ------------------------ |
|                          | Wattstundenzähler        |
|                          | Zweitarifzähler          |
|                          | Maximumzähler            |

| Elektrische Uhren | Elektrische Uhren |
| ----------------- | ----------------- |
|                   | Uhr allgemein     |
|                   | Hauptuhr          |
|                   | Uhr mit Schalter  |

| Messgeber         | Messgeber |
| ----------------- | --- |
|                   | Thermoelement mit Angabe der Polarität |
|                   | Thermoelement mit Angabe der Polarität; Kennzeichnung des negativen Pols mit breiter Linie |
|                   | Thermoelement mit nicht isoliertem Heizelement |
|                   | Drehmelder allgemein \| Erster Buchstabe \| Erster Buchstabe \| \| ----------------- \| ---------------------------------- \| \| C \| Steuerung \| \| R \| Zerleger in Komponenten (Resolver) \| \| T \| Drehwinkel \| \| Zweiter Buchstabe \| \| \| B \| Verdrehbare Ständerwicklung \| \| D \| Differenzial \| \| R \| Empfänger \| \| T \| Transformator \| \| X \| Geber, Sender \| |
|                   | Drehwinkelgeber |
| Erster Buchstabe  | |
| C                 | Steuerung |
| R                 | Zerleger in Komponenten (Resolver) |
| T                 | Drehwinkel |
| Zweiter Buchstabe | |
| B                 | Verdrehbare Ständerwicklung |
| D                 | Differenzial |
| R                 | Empfänger |
| T                 | Transformator |
| X                 | Geber, Sender |

| Fernmesseinrichtungen | Fernmesseinrichtungen                  |
| --------------------- | -------------------------------------- |
|                       | Fernmesssender, Telemetriesender       |
|                       | Fernmessempfänger, Telemetrieempfänger |

| Messrelais | Messrelais                                       |
| ---------- | ------------------------------------------------ |
|            | Nullspannungsrelais                              |
|            | Überstromrelais verzögert                        |
|            | Überstromrelais zwei Messglieder; 3 bis 5 Ampere |

| Mess- und Zähleinrichtungen | Mess- und Zähleinrichtungen                                                                                         |
| --------------------------- | --- |
|                             | Buchholzrelais |
|                             | Brandmelder |
|                             | Impulszähler elektrisch betätigt                                                                                    |
|                             | Impulszähler Vierfach-Kontaktgeber; ein Kontakt schließt bei jedem zweiten, der andere bei jedem tausendsten Impuls |

| Leuchtmelder, Signaleinrichtungen | Leuchtmelder, Signaleinrichtungen                                                  |
| --------------------------------- | ---------------------------------------------------------------------------------- |
|                                   | Leuchtmelder Lampe, allgemein                                                      |
|                                   | Leuchtmelder blinkend                                                              |
|                                   | Sichtmelder elektromechanisch, Schauzeichen, Fallklappe                            |
|                                   | Stellungsanzeiger mit einer Ruhestellung (Störstellung) und zwei Arbeitsstellungen |
|                                   | Quittiermelder                                                                     |
|                                   | Hupe, Horn                                                                         |
|                                   | Wecker, Klingel                                                                    |
|                                   | Gong                                                                               |
|                                   | Summer                                                                             |
|                                   | Lichtschranke mit Lichtsender (Gleichlicht); Lichtempfänger mit analogem Ausgang   |

### Zähleinrichtungen

#### Zähler
| Zeichen | Beschreibung                      |
| ------- | --------------------------------- |
|         | Asynchroner Dualzähler            |
|         | Synchroner Dualzähler             |
|         | Synchroner BCD-Zähler             |
|         | Mod-n-Zähler                      |
|         | Schieberegister (Kettenschaltung) |
|         | Umlaufspeicher                    |
|         | Stapelspeicher (LIFO)             |
|         | Silospeicher (FIFO)               |